# ممارسة مخبرية سريرية جيدة
الممارسة المخبرية السريرية الجيدة (GCLP) هي خطوة لتعزيز النظم الصحية، وتوفير نتائج أفضل للمرضى و تحسين نوعية نتائج التجارب السريرية. قد أنتج هذا المبدأ التوجيهي في عام 2002م بهدف توفير التوجيه بشأن نظام الجودة المطلوبة في المختبرات التي تقوم بتحليل عينات التجارب السريرية. ومنذ ذلك الوقت اعتنقت هذه المبادئ.
- وقد تم اعتماد هذا التوجيه على نطاق واسع دوليا من قبل العديد من المنظمات مثل منظمة الصحة العالمية (WHO) وشركات الأدوية ومؤسسات البحوث ( المنظمات غير الحكومية) ، والمستشفيات والأوساط الأكاديمية.[1]

تنتاب دنيا الرعاية الصحية عالميا جملة من التقلبات، والتغيرات غير المسبوقة وكذلك إمكانيات كامنة غير محدودة في الأبحاث الطبية تملا أفقا أملا في حدوث فتوحات علمية وسريرية في اكتشاف ومعالجة ومنع الأمراض , واكتشاف الفيروسات الجديدة مثل السارس وانفلونزا الطيور وغيرها، وعلى الرغم من الأمال العظام التي تلوح على الأفق فسيكون للتغيرات المتصلة والمستمرة والمتعلقة بتوفير وتمويل خدمات الرعاية الصحية تؤثر بشكل عميق على توفير الخدمات التشخيصية الجديدة والموجودة للانتفاع منها.

## اساسيات الممارسة المخبرية السريرية الجيدة (GCLP)
في المختبرات السريرية، هنالك اشياء اساسية يجب توفرها وهي:
- تقديم الرعاية والعناية الصحية
- التأكد من الحصول على نتائج مخبرية صحيحة وموثوق بها والتي تسهم في التشخيص والمعالجة والنقاهة و الوقاية من الحالات المرضية.
- يتم تحقيق الجودة في اختبارات المختبرات السريرية عن طريق إجراء الاختبار الصحيح على الشخص الملائم في الوقت المناسب والحصول على نتائج مختبرية صحيحة لتحقيق أفضل النتائج.[1]
- التأكد من طلب الاختبارات المختبرية المناسبة فقط.
- الحصول على عينات الاختبار المعملي بصورة فعالة وفي الوقت المناسب.
- الحصول على نتائج دقيقة للاختبارات المختبرية.
- ربط معلومات الاختبارات المختبرية مع بعضها البعض وتفسيرها.
- توصيل معلومات الاختبارات المختبرية إلى الأطباء والمرضي في الوقت المناسب.
- تقييم حصيلة الاختبارات المعملية السريرية لكل مريض على حدة ولنظام الرعاية

الصحية بأكمله.

## المتطلبات الإدارية للممارسة المخبرية السريرية الجيدة (GCLP)
1- توكيد وضبط الجودة لخدمات الفحوص المختبرية.
2- تقييم كفاءة العاملين المختبرية.
3- تحقيق التكامل مع أطراف نظام الرعاية الصحية الأخرين للتأكد من الإستغلال الأمثل لخدمات الاختبارات المختبرية السريرية.
4- مضاعفة الموارد البشرية بإجراء التحسينات المستمرة في إجراءات العمل.
5- تصميم وتطبيق وتقييم عملية إعداد وتدريب العاملين في المختبرات السريرية والتعليم.
6- التقدم المستمر والتطوير والترقية المهنية لكوادر المختبرات المهنية.
7- نشر الوعي والفهم حول إستخدامات المختبرات السريرية.

### فوائد الممارسة المخبرية السريرية الجيدة
- الارتقاء بمستوى المختبرات .
- زيادة الثقة في نتائج الاختبار والقياس والمعايرة.
- زيادة ثقة المريض بالمختبر وكذلك الطبيب.
- ضبط العمل غير المطابق للمعايرة و/أو الاختبار.
- التحسين المستمر

## وصلات خارجية
- WHO Good Clinical Laboratory Practice (GCLP) (as of 11OCT2010)
- MHRA Guidance on the maintenance of regulatory compliance in laboratories that perform the analysis or evaluation of clinical trial samples (as of 11OCT2010)
- BARQA GCLP, A Quality System for Laboratories that undertake the Analyses of Samples from Clinical Trials (as of 11OCT2010)